# Côn Lăng
Hannah Quinlivan (sinh ngày 12 tháng 8 năm 1993) với nghệ danh Côn Lăng là người mẫu, MC của kênh Channel V Đài Loan. Cha cô là người Úc còn mẹ cô mang hai dòng máu Đài Loan và Hàn Quốc.
Côn Lăng bước chân vào làng giải trí bằng việc tham gia trong chương trình "Tôi yêu Hắc Sáp Hội" của kênh Channel V Đài Loan. Từ đây, cô và thành viên Candy Chen nhóm Hey Girl là bạn cùng trường trung học đã trở nên thân thiết, cùng với thành viên PingPing đã trở thành bộ ba ăn ý.
Sau khi tốt nghiệp trường Trung học Nghề Trang Kính tại Tân Điếm, Tân Bắc, Đài Loan, Côn Lăng đã tham gia kỳ thi đại học. Côn Lăng từng theo học lớp sản xuất phim và diễn xuất tại New York Film Academy (Los Angeles) trong một thời gian ngắn
Sau khi chương trình "Tôi yêu Hắc Sáp Hội" ngừng phát sóng, Côn Lăng bắt đầu chuyển sang làm người mẫu. Từ đây cô được giới truyền thông Đài Loan chú ý vì mối quan hệ với nam ca sĩ Jay Chou. Sau khi những bức ảnh chụp cả hai trên máy bay được công khai thì chuyện tình này luôn được truyền thông tập trung chú ý.

## Đời tư

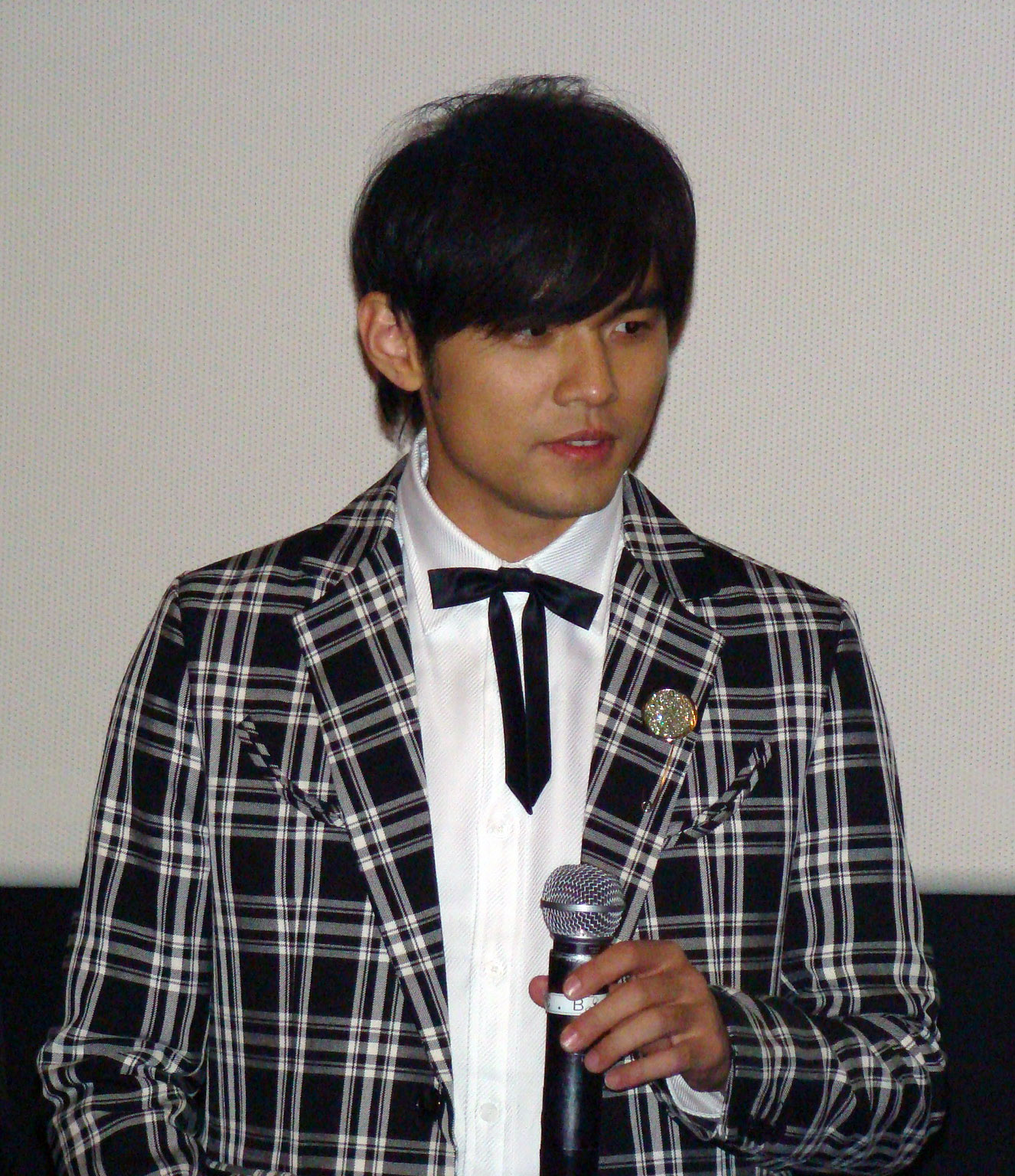
Châu Kiệt Luân

Tháng 11 năm 2014, Hannah Quinlivan xác nhận đang hẹn hò với nam ca sĩ Châu Kiệt Luân. Hai người hẹn hò từ năm 2010, nhưng gặp nhau lần đầu năm cô 14 tuổi khi đang làm nhân viên cửa hàng quần áo mà Châu Kiệt Luân đầu tư. Tháng 12 năm 2014, Châu Kiệt Luân tuyên bố anh muốn tổ chức đám cưới vào sinh nhật lần thứ 36 của mình.
Đám cưới của cặp đôi được lên kế hoạch bởi chuyên gia tổ chức tiệc Sarah Haywood ở Anh và được diễn ra tại Selby Abbey, North Yorkshire vào ngày 17 tháng 1 năm 2015, một ngày trước sinh nhật của Châu Kiệt Luân. Một buổi lễ riêng tư dành cho gia đình và bạn bè vào ngày 9 tháng 2 tại Đài Bắc. còn buổi tiệc tiếp đón thứ ba diễn ra tại Úc vào tháng 3 Theo trang Facebook chính thức của Châu Kiệt Luân thì cặp đôi đã đăng ký kết hôn từ tháng 7 năm 2014.
Ngày 10 tháng 7 năm 2015, Côn Lăng sinh con gái Hathaway bằng phương pháp sinh mổ.

## MC
- Tôi yêu Hắc Sáp Hội
- USA Generation
- Mei Mei Pop Zone
- MTV 西洋華語封神榜

## Khách mời
- CTV Guess Guess Guess (13/4/2008)
- Channel V Tôi yêu Hắc Sáp Hội
- Channel V Where 5.com (14/9/2008)
- CTS Power Sunday (2009)
- CTV Guess Guess Guess (28/11/2009)
- Channel V American Girls (2010)
- I Love The Man (2012)
- TTV The Million Dollars Primary School (17/2/2012)
- KEEP RUNNING season 6 EP 2 (2018)

## Phim

### Phim truyền hình
- Ti Amo Chocolate (2012)
- Amour et Pâtisserie (2013)
- PMAM (2013)

### Phim điện ảnh
- Step Back to Glory (2013)
- Twa-Tiu-Tiann (2014)
- Skyscraper (2018)